# Herentia hyndmanni
Herentia hyndmanni is een mosdiertjessoort uit de familie van de Escharinidae. De wetenschappelijke naam van de soort is, als Lepralia hyndmanni, voor het eerst geldig gepubliceerd in 1847 door Johnston.